# Gertrud Berlin
Gertrud Berlin, genannt Trude (geb. 26. Juli 1885 in Cannstatt als Gertrud Straus; gest. 26. November 1941 in Berlin), war eine deutsche Unternehmergattin und verfolgte Jüdin.

## Leben
Berlin war die Tochter von Ludwig Straus und seiner Frau Meta, geb. Uhlman. Ihr Vater besaß gemeinsam mit seinen Brüdern Isac und Max in Cannstatt die Bettfedernfabrik Straus & Cie., die von deren Vater Loeb Straus in Ulm gegründet wurde.
1903 heiratete sie Joseph Berlin aus Fürth, mit dem sie drei Kinder hatte. Ihr Mann war an mehreren Fabriken beteiligt. 1926 zogen sie nach Nürnberg. Im Jahr darauf starb ihr Mann.

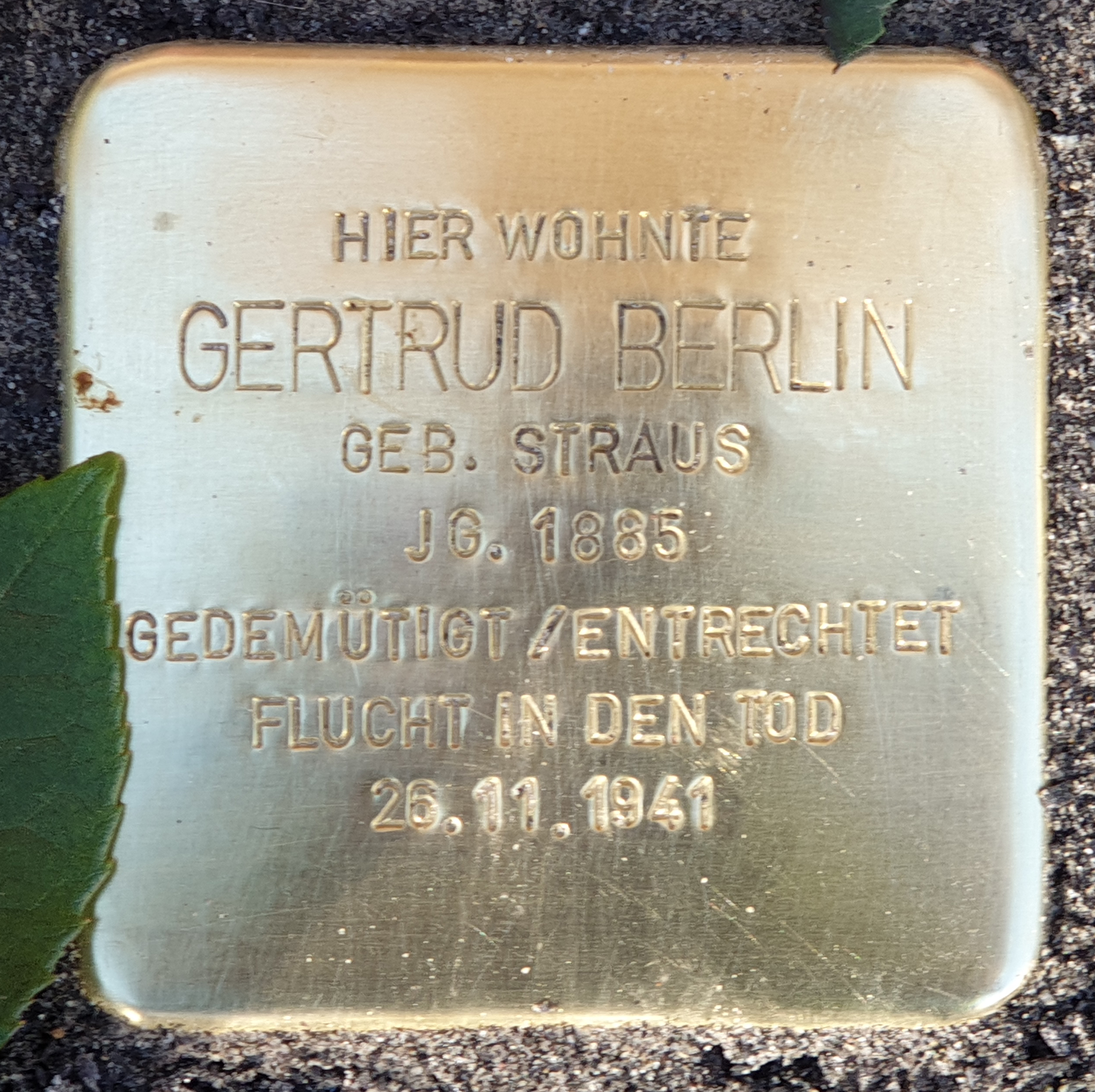
Stolperstein für Gertrud Berlin in Berlin-Charlottenburg

Nach der „Machtergreifung“ der Nationalsozialisten wurde ihr Schwiegersohn Ernst W. Nathan als Arzt an der städtischen Klinik ohne Pension in den Ruhestand versetzt. Am 30. November 1938 wurde ihm auch noch die ärztliche Approbation entzogen.
Berlin bereitete vermutlich die Auswanderung in die USA vor, da alle drei Kinder dort waren. Am 17. Mai 1939 lebte sie in Berlin.
Am 26. November 1941 nahm sie sich das Leben. Als Alleinerbin setzte sie ihre jüngste Tochter Marianne ein. Die Bettfedernfabrik ihres Bruders Leo Straus wurde bereits 1935 arisiert.